# Brezovice (Krupanj)
Brezovice (em cirílico: Брезовице) é uma vila da Sérvia localizada no município de Krupanj, pertencente ao distrito de Mačva, na região de Rađevina. A sua população era de 766 habitantes segundo o censo de 2011.

## Demografia
| 1948  | 1953  | 1961  | 1971  | 1981  | 1991  | 2002 | 2011 |
| ----- | ----- | ----- | ----- | ----- | ----- | ---- | ---- |
| 1 631 | 1 677 | 1 520 | 1 362 | 1 186 | 1 066 | 964  | 766  |